# Anthaxia hepneri
Anthaxia hepneri es una especie de escarabajo del género Anthaxia, familia Buprestidae. Fue descrita científicamente por Bílý en 2006.